# Tessenderlo Chemie
Tessenderlo Chemie ou Tessenderlo Group NV é um grupo industrial belga especializado nos setores de agronomia e química, com sede em Ham, na província de Limburgo. Após a fusão com a Picanol, Tessenderlo agora faz parte de um conglomerado.
A empresa está presente na França, na Bélgica e nos Estados Unidos.

## História
A Tessenderlo foi fundada em 1919 sob o nome de Produits Chimiques de Tessenderloo. Em 2013, a Picanol tornou-se a acionista majoritária da Tessenderlo Chemie. Em dezembro de 2013, Luc Tack foi nomeado CEO da Tessenderlo. Em 2015, a Tessenderlo fusionou-se com a Picanol.
Em 2011, a empresa começou a se desfazer da produção de ingredientes farmacêuticos, revendendo algumas entidades.
Em 2015, Tessenderlo fundiu-se com Picanol.